# Necator americanus
Necator americanus ist ein Hakenwurm, der vor allem in den Tropen und Subtropen Amerikas, Afrikas, Asiens und Australiens vorkommt und beim Menschen die Necatoriasis auslöst. Der Mensch ist Hauptwirt, andere Wirbeltiere werden nicht befallen.

## Merkmale
Adulte Männchen von Necator americanus sind 5–9 mm lang, Weibchen 9–11 mm. Die Mundhöhle ist relativ eng und hat ein unteres und oberes Paar halbmondförmiger Schneideplatten, die den Parasiten von anderen Hakenwürmern unterscheiden. Zudem gibt es ein subdorsales Paar von Zähnen in der Tiefe der Mundhöhle. Am Hinterende sitzt bei Menschen die Begattungstasche (Bursa copulatrix) mit bauchseitigen, rückenseitigen und seitlichen Rippen. Die Enden der rückenseitigen Rippen sind typischerweise auseinandergespreizt.
Die dünnschaligen Eier sind 60–75 × 35–40 µm groß und können von anderen Hakenwurmeiern morphologisch nicht differenziert werden. Die sich innerhalb von 24 Stunden im Ei entwickelnde Larve schlüpft nach weiteren 24 Stunden. Die Larven sind 500–600 µm lang. Der Schwanz (Abstand zwischen Anus und Körperende) ist kürzer als 73 µm und weist eine deutliche Querstreifung auf. Der Darm ist am Übergang zwischen Ösophagus und Darm genauso breit wie der Bulbus des rhabditiformen Ösophagus. Die Zähne ragen deutlich hervor und reichen, parallel verlaufend durch die gesamte Mundhöhle.

## Lebenszyklus

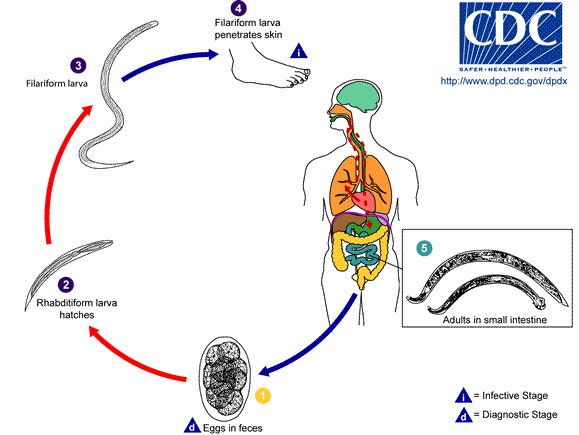
Lebenszyklus eines Hakenwurms

Die Eier von Necator americanus werden mit den Stuhl ausgeschieden. In ihnen schlüpft nach 1 bis zwei Tagen die Larve 1, die freilebend im Boden vorkommt. Über zwei Häutungen entwickelt sich in 5 bis 10 Tagen die ansteckende Larve 3, die in der Umwelt unter optimalen Bedingungen drei bis vier Wochen infektiös bleibt. Die Drittstadium-Larven wandern, thermischen Gradienten folgend, auf die menschliche Haut. Typischerweise gelangen die Larven nach Kontakt mit kontaminiertem Boden durch die Hände und Füße in den Körper. Die Larven wandern über das Blut in die Lunge, dort dringen die Larven in die Lungenbläschen ein, werden hochgehustet und abgeschluckt und gelangen so in den Magen-Darm-Trakt. Hier heften sie sich an die Darmschleimhaut, wo sie zu erwachsenen Würmern reifen. Die Hakenwürmer dringen mit ihren Schneideplatten in die Schleimhaut bis zu den Blutgefäßen vor und ernähren sich vom Blut ihres Wirts. Jeder Wurm saugt etwa 30 μl Blut pro Tag.